# Jean Jules Jusserand
Jean-Jules Jusserand, né le 18 février 1855 à Lyon (Rhône) et mort le 18 juillet 1932 dans le 8e arrondissement de Paris, est un diplomate et historien français. 
Il fut notamment ambassadeur de France aux États-Unis de 1902 à 1924. 

## Biographie

### Famille et études
Son père, Jean Jusserand (1798-1871), avocat, est issu d'une vieille et riche famille lyonnaise d'artisans. Il perdit sa première femme d'origine roannaise et le seul fils qu'il eut d'elle. Veuf, il se remaria quelque temps après avec Adrienne Tissot (1826-1896), de 27 ans sa cadette. De ce second mariage naquirent quatre enfants en l'espace de quatre ans : Jean-Jules (1855-1932), Étienne (1856-1932), Jeanne (1857-1939) et Françoise (1860-1942),. 
Jean-Jules Jusserand fut baptisé le 26 février 1855 en l'église Saint-François-de-Sales de Lyon dans le 2e arrondissement de Lyon. À cette époque, son père est propriétaire du 7 rue des Marronniers près de la place Bellecour à Lyon.
De 1865 à juin 1872, il fait ses études secondaires à l'Institution des Chartreux, un établissement prestigieux de Lyon où il a comme professeur de rhétorique l'abbé Jérôme Déchelette,. Il termine ses études avec un bon bilan scolaire. Grâce à ses excellentes notes, Jean-Jules Jusserand obtient différents prix avec un palmarès assez riche. Au total, il fut nommé 10 fois, ce qui est un record à l'époque. Lors de son baccalauréat, il confirme les mêmes appréciations mais avec un palmarès toutefois moins riche. Il ne fut nommé que deux fois pour deux seconds accessits (philosophie et littérature).
De 1872 à 1876, il fréquente la Faculté de lettres de Lyon pour perfectionner ses fortes connaissances en langues latine et anglaise. De plus, il obtient un doctorat ès lettres (diplôme peu commun à cette époque). Dans ce cadre, il soutient deux thèses, une en français et une en latin. Sa thèse principale intitulée Le Théâtre en Angleterre, depuis la conquête jusqu'aux prédécesseurs immédiats de Shakespeare, d’un style alerte et clair, a été validée par le recteur Antoine Dareste de La Chavanne, qui lui a permis de l'imprimer le 12 janvier 1877. Elle a été communiquée aux facultés extérieures et lui a valu les flatteuses appréciations de l’illustre Hippolyte Taine, historien et critique littéraire. Sa deuxième thèse a aussi été soutenue devant la Faculté de lettres de Lyon.
À la fin de ses études supérieures, Jean-Jules Jusserand alla à Paris pour préparer le concours national des affaires étrangères, il étudia le droit, l’histoire, les langues, le latin, la paléographie et les arts mais regretta de ne pas faire aussi un peu de médecine. En juillet 1878, il se présenta au concours où il fut reçu premier à l’âge de 23 ans.

### Carrière
Jean-Jules Jusserand est alors nommé élève-consul à Londres. Pendant cette période, il consacre ses recherches à l'Angleterre du XIVe siècle et écrit la première ébauche de ce qui sera son livre le plus souvent traduit et réédité : English wayfaring life in the 14th century (La vie nomade et les routes en Angleterre au XIVe siècle). Il devient rapidement aide-consul sous la direction de M. Langlet, qui le félicite pour son travail remarquable. 
De 1881 à 1887, il est chargé d'une mission en Tunisie par Léon Gambetta où il y avait des rivalités et des troubles. À son retour, il fut remarqué pour ses rapports et son action puis il fut placé à la tête d’un bureau des affaires tunisiennes, auxquelles furent ajoutés de nombreux protectorats français (Madagascar, Congo, Annam, etc.).
De 1887 à 1890, Jean-Jules Jusserand est conseiller d'ambassade à Londres. Il se créa des relations dans les milieux littéraires, artistiques et politiques du Tout-Londres.
De 1890 à 1898, il est sous-directeur des affaires politiques au ministère des affaires étrangères. Jean-Jules Jusserand mena à Paris une vie studieuse et mondaine. Le 14 octobre 1895, il se marie dans le 16e arrondissement de Paris avec Elise Richards (1862-1948), Américaine née à Paris, dont le père George Richards était fondé de pouvoir d’une banque américaine en France.
De 1898 à 1902, Jean-Jules Jusserand est ambassadeur de France au Danemark. Il voyagea dans l'Empire russe où il accompagna le président de la République Émile Loubet lors de ses visites.

#### Ambassadeur de France aux États-Unis
En 1902, Jean-Jules Jusserand est nommé ambassadeur de France aux États-Unis. Il succède ainsi à Jules Cambon (frère de Paul Cambon) qui est nommé ambassadeur de France en Espagne.
Il rejoint son poste le 7 février 1903.
Il gagna très rapidement l'amitié de Theodore Roosevelt et la sympathie de ses successeurs. Ainsi, pendant 22 ans, Jean-Jules Jusserand est le porte-parole de la politique française auprès de cinq présidents des États-Unis : Theodore Roosevelt, William Howard Taft, Woodrow Wilson, Warren G. Harding et Calvin Coolidge,,.
En juin 1905, lors de la crise de Tanger entre la France et l’Empire allemand pour la domination du Maroc, qui faillit conduire à la guerre, Jean-Jules Jusserand utilisa son influence sur Theodore Roosevelt pour jouer un rôle efficace dans les négociations de la Conférence d'Algésiras. L'appui accordé par les États-Unis et le Royaume-Uni à la France ouvrit à la France les portes de l'Empire chérifien (maintenant le royaume du Maroc). Cette négociation fut efficace, et plusieurs personnalités, américaines comme françaises, jugèrent que l’ambassadeur français avait « sauvé la paix ».

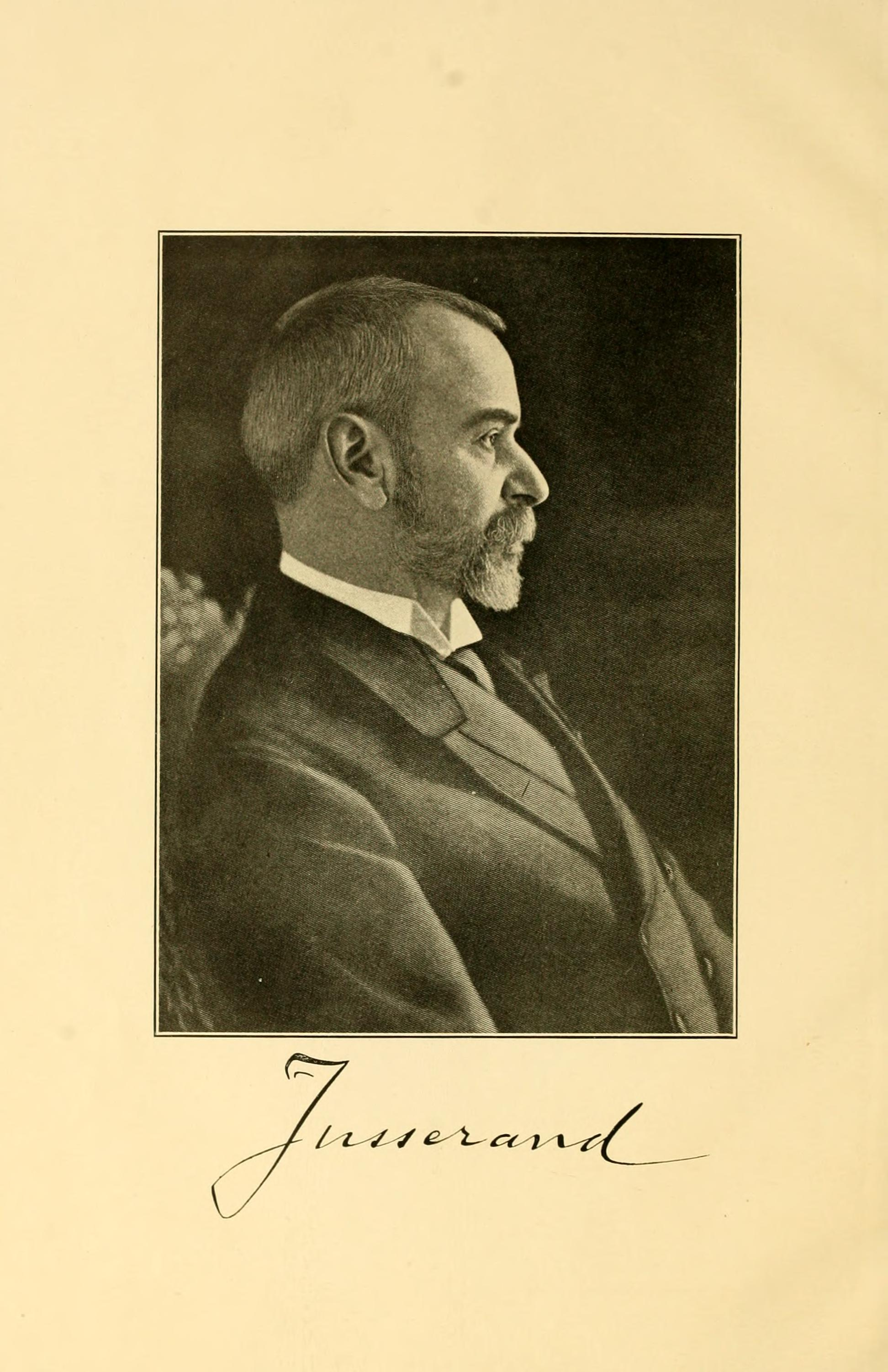

Pendant les dix premières années de son poste à Washington, Jean-Jules Jusserand a énormément voyagé dans le pays. Il inaugura la statue du scientifique lyonnais André-Marie Ampère à New York. Le 27 avril 1906 à Annapolis (Maryland), il prononça un discours pour l'inauguration d'un monument à la mémoire des soldats et marins français morts au service des États-Unis pendant la guerre d'indépendance.

##### Première Guerre mondiale
Il joua un rôle important dans l’entrée en guerre des États-Unis puisque, dès 1914, il milita pour l'entrée en guerre auprès de la France. Ce fut une période difficile pour lui, l'opinion publique américaine étant très divisée. Il fallut plus de trois ans pour que le pays entre en guerre, à la suite de la guerre sous-marine à outrance lancée par l’Allemagne et le télégramme Zimmerman dans lequel l'Allemagne offrait au Mexique des territoires américains s'il rejoignait la guerre aux côtés de la Triple alliance.
En 1915, il inaugure la statue équestre de Jeanne d'Arc à New York.
Le 12 mars 1917, la Chambre des représentants autorise à faire armer les navires de commerce. À la suite de l'attaque de deux bateaux américains par des U-Boots allemands, le président des États-Unis constate le 20 mars que l'État de guerre existe avec l'Allemagne et que les États-Unis ne peuvent limiter leurs dispositions défensives au seul domaine naval. Le 2 avril, il annonce au Congrès qu’il souhaite l'entrée en guerre des États-Unis aux côtés de la Triple-Entente, qui se traduit par l'envoi de troupes pour combattre sur le sol français, prenant ainsi une part directe au conflit. Le Sénat des États-Unis approuve cette résolution par 182 voix contre 6. Le 6 avril 1917, les États-Unis sont officiellement en guerre. 

L'ambassadeur et le maréchal Joffre.

Il accueille la délégation de la mission Viviani-Joffre, le 25 avril 1917, avec quelques officiels américain dont le vice-secrétaire de la Marine, Franklin Delano Roosevelt. Il accompagnera l'ancien président du Conseil René Viviani et le maréchal Joffre dans leur mission de mettre en place l'armée américaine. Le maréchal Joffre et l'ambassadeur Jusserand sympathisèrent et ce sentiment persista après la guerre. Ils se retrouveront en 1922, lors du retour du voyage du maréchal Joffre en Extrême-Orient.
Le 28 juin 1917, la 1re division d'infanterie américaine débarque sur le sol français à Saint-Nazaire. Jean-Jules Jusserand déclare à cette occasion : « Pour la première fois, une nation neutre s’est décidée à entrer dans le conflit sans marchandage préalable, sans avoir posé de condition. »
Le 10 mai 1917, le président du conseil français, Georges Clemenceau, lui envoie un câble (télégramme) pour le féliciter de son action : « Tout ce que vous avez dit est excellent ». Le 5 septembre 1917, les États-Unis d'Amérique participent à une première offensive contre l'Allemagne. Le 11 novembre 1918, alors que les Américains sont sur le point de remporter une victoire, l'armistice est déclaré et la guerre est terminée.

#### Après-guerre
Après la guerre, il continue de se battre pour conserver la paix, obtenue avec tant d’efforts et de sacrifices.
Le 18 janvier 1919, à Paris, commence la Conférence de paix. Dans le cadre des négociations, le président Woodrow Wilson se fait accompagner en France par Jean-Jules Jusserand en qui il a toute confiance. Wilson est le premier président américain en exercice à venir en Europe. Cette conférence aboutit à la signature du traité de Versailles le 28 juin 1919. Les conditions de sortie de la guerre sont dictées, et la paix définitive semble établie.
Peu de gens ne pensaient alors que cette période de paix ne durerait qu'une vingtaine d'années avant l'avènement de la Seconde Guerre mondiale.

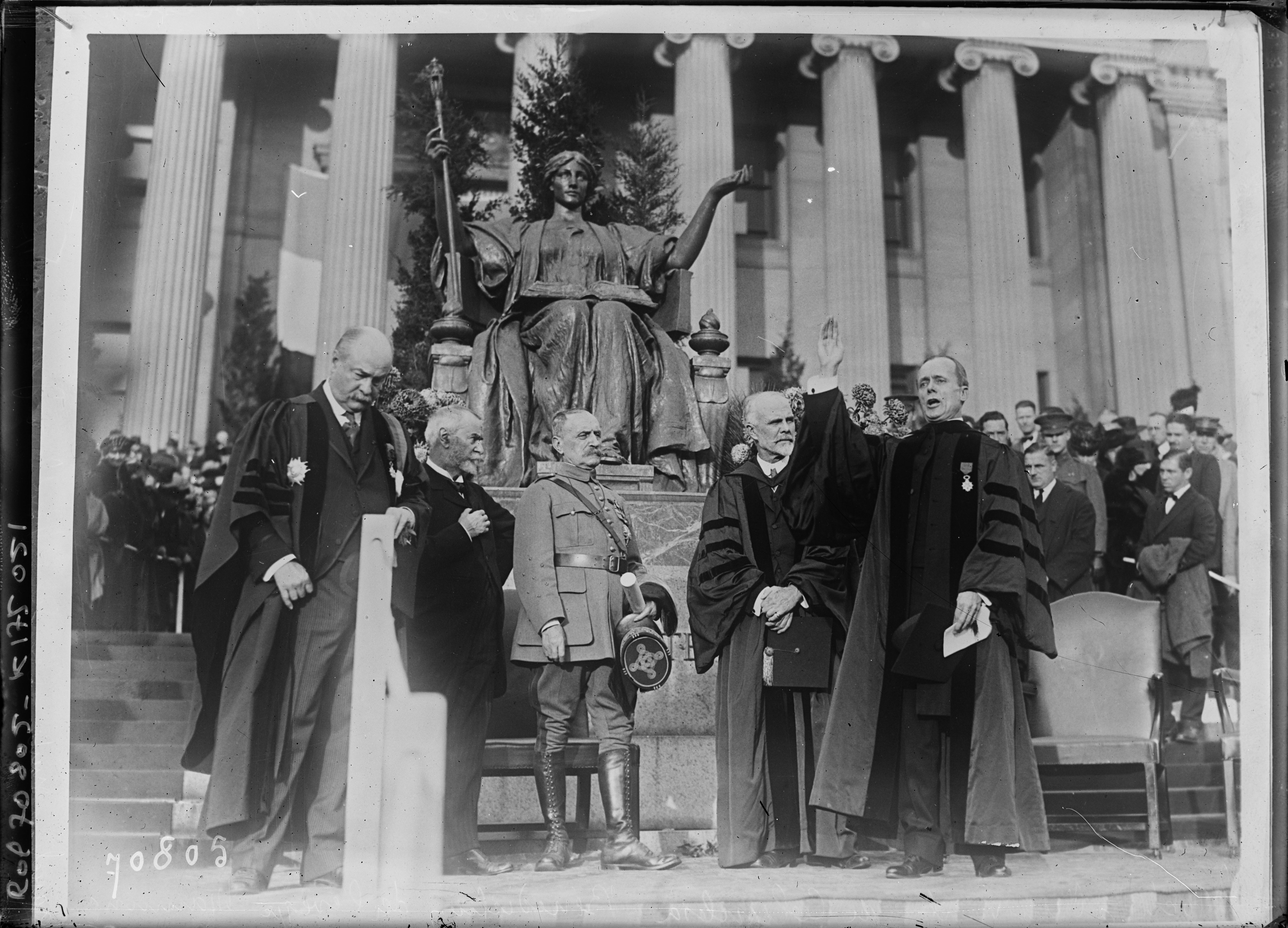
L'ambassadeur avec le maréchal Foch, Nicholas Butler en 1921 devant la Bibliothèque Low Memorial.

Pendant la guerre polono-ukrainienne, lorsque l'armée polonaise a envahi l'Ukraine, une contre-offensive russe a atteint Varsovie, où un mouvement révolutionnaire fit surface. Jean-Jules Jusserand fut alors envoyé à la tête d'une mission diplomatique et militaire par la France pour sauver la Pologne.
En 1923, il préside et délivre un discours lors de la cérémonie d'inauguration du monument aux morts des États-Unis.
Il reste ambassadeur de France aux États-Unis cinq ans de plus jusqu'en 1924.

### Retraite
Pendant ces années, il publie une dizaine d’ouvrages en français et en anglais sur des sujets variés. 
Plus tard, il prit des congés en France, où il fit un séjour avec son épouse dans leur propriété à Saint-Haon-le-Châtel dans le Forez.
À 70 ans, il prend sa retraite. C'est Émile Daeschner qui lui succède en 1924, et Henry Bérenger prend sa place le 1er janvier 1925.

Jules Jusserand à la fin de sa vie

Le 10 janvier 1925, un banquet d’adieu lui est offert par le gouvernement américain pour montrer son estime et sa gratitude. Cette cérémonie réunit les plus hautes personnalités politiques, scientifiques et culturelles des États-Unis. Une médaille d'or lui est aussi offerte.
En 1930, il publie un dernier ouvrage : L’évolution du sentiment américain pendant la guerre.
C’est en 1932 que Jean Jules Jusserand meurt à Paris, à 77 ans. Ses funérailles nationales se font à la Cathédrale Notre-Dame de Paris, et son corps est déposé dans le caveau de famille à Saint-Haon-le-Châtel.

## Un des fondateurs de l'Alliance française
Jean Jules Jusserand a participé à la fondation de l'Alliance française. Cette alliance fut créée le 21 juillet 1883 à l'initiative de Paul Cambon, lui-même ambassadeur. Son comité se compose de Philippe Berthelot, Jean-Jules Jusserand, Ferdinand de Lesseps, Louis Pasteur, Ernest Renan, Jules Verne, Félix Charmetant et Armand Colin. Son nom est inspiré de l’Alliance israélite universelle, et son objectif est de défendre et de promouvoir la culture et la langue française, notamment après la défaite de 1870-1871 contre l'Allemagne.
Cette association n'est soumise à aucune influence politique ou encore religieuse. Elle compte en effet parmi ses fondateurs des personnalités de toutes religions.
La Fondation de l'Alliance française est « la référence morale et juridique » des Alliances françaises. Elle reconnaît les nouvelles Alliances françaises en approuvant leur statut. Elle accompagne les Alliances dans la formation du personnel et les conseille dans l'extension de leurs activités ou encore lorsqu'elles traversent des difficultés.
L'Alliance française possède des établissements partout dans le monde et est la plus grande organisation non gouvernementale (ONG) culturelle du monde, avec près de 1000 établissements dans plus de 136 pays différents.
À Lyon, l'Alliance française a été mise en place en 1984 et a obtenu de nombreux labels depuis sa création. Elle est la 1re école de langues de Lyon ainsi que la 3e Alliance française en France. Elle a une équipe multiculturelle de 40 personnes. Elle accueille 2 500 élèves par an avec 130 nationalités différentes dans 2 500 m2 de locaux modernes avec 17 salles de classe spacieuses et climatisées dédiées à l'apprentissage des langues. Elle perpétue encore l'esprit des fondateurs comme Jean-Jules Jusserand.

## Saint-Haon-le-Châtel
Parmi les lieux qui ont marqué sa vie, le Forez, ou, plus précisément, la bourgade de Saint-Haon-le-Châtel, tient une place toute particulière. En effet, c'est là que le futur ambassadeur de France aux États-Unis passait ses vacances dans sa maison secondaire. Il avait ses habitudes dans ce village médiéval dans lequel il aimait tant passer du temps.
Il effectuait le trajet vers Saint-Haon depuis Lyon par le train. Il partait pour cela de la gare Saint-Paul. Cette gare, qui date de 1876, se situe à l'Ouest du centre de Lyon, au pied des pentes de la colline de Fourvière, au niveau de la place des Terreaux. On peut admirer sa façade sur la photographie ci-dessous. C'est ainsi que, via la ville de Roanne, il gagnait son cher village.
Il reste encore des traces à Saint-Haon du passage de ce grand homme. En effet, une rue et une des tours du château de cette bourgade médiévale portent son nom. Il y possédait sa résidence préférée.

## Distinctions
- Grand-croix de la Légion d'honneur (1920)[11]

## Publications

### En français
- Le Théâtre en Angleterre, depuis la conquête jusqu'aux prédécesseurs immédiats de Shakespeare (1878)
- Les Anglais au Moyen Âge: la vie nomade et les routes d'Angleterre au XIVe siècle (1884), prix Marcelin Guérin de l’Académie française en 1885.
- Le Roman au temps de Shakespeare (1887)
- Histoire littéraire du peuple anglais (vol. 1, 1893; vol. 2, 1904; vol. 3, 1909), prix Bordin de l’Académie française en 1895.
- L'Épopée de Langland (1893).
- Les Anglais au Moyen Âge. L'Épopée mystique de William Langland (1893)
- Le Roman d'un roi d'Écosse, (1895)
- Histoire abrégée de la littérature anglaise (1896)
- Shakespeare en France sous l'ancien régime (1898)
- Les Sports et jeux d'exercice dans l'ancienne France (1901), prix Thérouanne de l’Académie française en 1902.
- Ronsard (1913)
- Recueil des instructions données aux ambassadeurs et ministres de France depuis les traités de Westphalie jusqu'à la Révolution française. XXIV-XXV, Angleterre, publié sous les auspices de la commission des archives diplomatiques au ministère des affaires étrangères, avec une introduction et des notes par J. J. Jusserand (1929)

### En anglais
- With Americans of Past and Present Days (1916)[12] pour lequel il a remporté un prix Pulitzer.
- What Me Befell : The Reminiscences of J. J. Jusserand, 1933.
- A French Ambassador at the Court of Charles II, 1892.
- English Essays from a French Pen (1895)
- A Literary History of the English People from the Origins to the Civil War (1907)
- Piers Plowman, the Work of olOne or of Five (1909)
- The School for Ambassadors and other Essays (1925)
- The evolution of the American Sentiment during the War (1930)

### Collaborations
- « La Tunisie », texte inséré dans La France coloniale, histoire, géographie, commerce, Paris : A. Colin, ouvrage publié sous la direction de M. Alfred Rambaud.
- « Les Grands Écrivains français. Études sur la vie, les œuvres et l’influence des principaux auteurs de notre littérature », texte inséré avec pagination à part dans Jules Simon, Victor Cousin, Paris: Hachette, 1887.

### Correspondances
- Jean-Jules Jusserand, [Lettre à Anatole France], 9 mars 1888 ou 1889, Correspondance d'Anatole France, Bibliothèque Nationale.
- Jean-Jules Jusserand, [Lettres à Ferdinand Brunetière], 11 et 23 mars, 23 septembre, Correspondance de Ferdinand Brunetière, Bibliothèque Nationale.
- Jean-Jules Jusserand, [Lettre à Gaston Paris], 11 septembre 1900, Correspondance de Gaston Paris, Bibliothèque Nationale.
- Jean-Jules Jusserand, [Lettre à Joseph Reinach], 23 novembre 1898, Correspondance de Joseph Reinach, Bibliothèque Nationale.
- Jean-Jules Jusserand, [Lettre à Arvède Barine], 12 février 1889, Correspondance d'Arvède Barine, Bibliothèque Nationale.

## Postériorité et commémoration
Jean Jules Jusserand reçoit le premier prix Pulitzer d'histoire en 1917 pour la publication de son recueil d'études historiques : « With Americans of Past and Present Days ». Il reçoit également la Grande Croix de la Légion d'Honneur et crée la Société américaine de la Légion d'Honneur.
Plusieurs monuments en France et aux États-Unis commémorent encore son rôle diplomatique.
À sa mort, le président Roosevelt a souhaité garder la mémoire de Jusserand en disant qu'il a représenté les « normes les plus strictes d'éthique diplomatique ». En 1935, un banc, construit en granit et en marbre, a été érigé pour commémorer les liens d'amitié qui l'unissaient à Roosevelt. Ce banc marque l'endroit où les deux hommes s'asseyaient lors de leurs promenades au Rock Creek Park, à Washington.
La tour Jusserand l, à Saint-Haon-le-Châtel, constitue un monument érigé à sa mémoire puisqu'il s'y était retiré. Elle est l’œuvre de Joanny Durand et fut inaugurée en septembre 1935.
Une avenue portant son nom a été ouverte à Lyon à peu près en 1990, dans le 3e arrondissement, près de l'avenue Félix-Faure.